# Pseudenargia deleta
Pseudenargia deleta är en fjärilsart som beskrevs av W. Warren 1912. Pseudenargia deleta ingår i släktet Pseudenargia och familjen nattflyn. Inga underarter finns listade i Catalogue of Life.